# Myrmecocystus navajo
Myrmecocystus navajo är en myrart som beskrevs av Wheeler 1908. Myrmecocystus navajo ingår i släktet Myrmecocystus och familjen myror. Inga underarter finns listade i Catalogue of Life.

## Bildgalleri

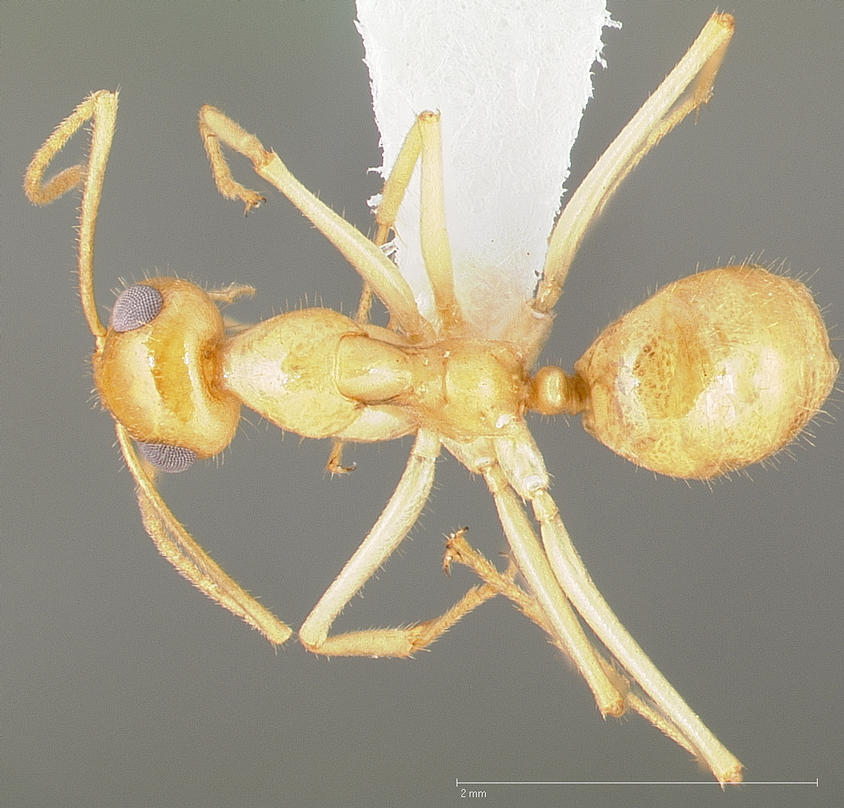
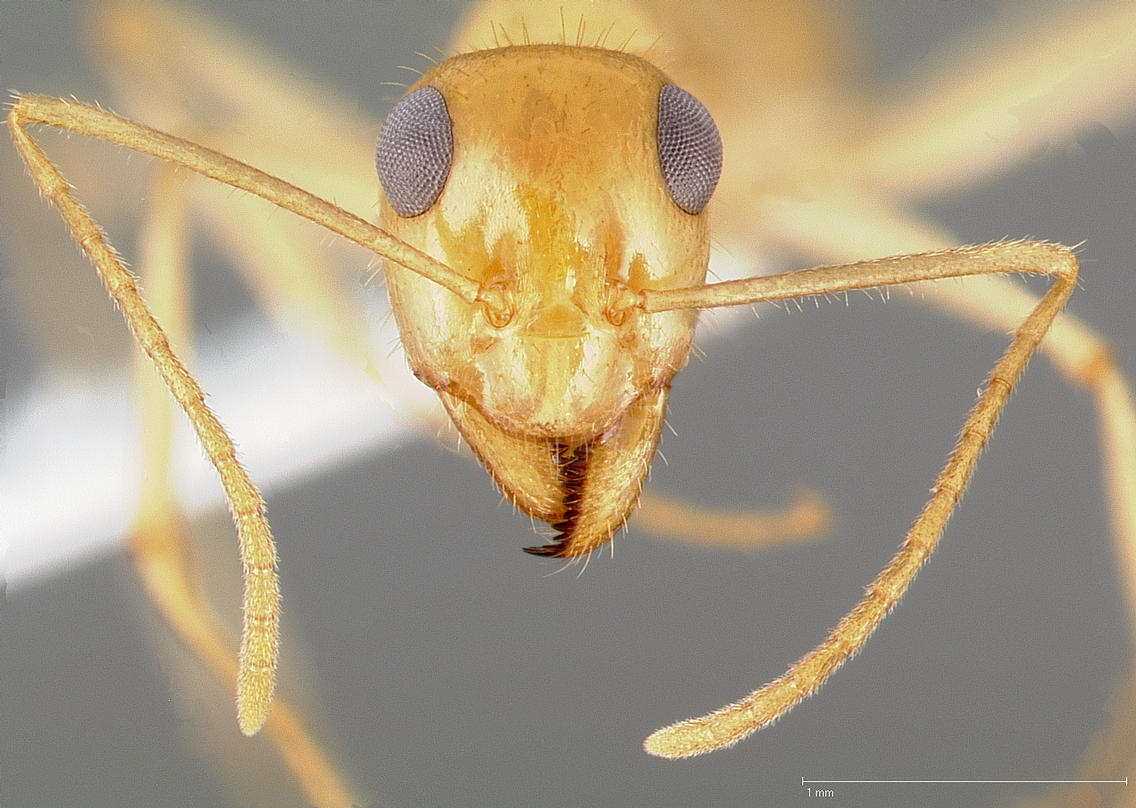
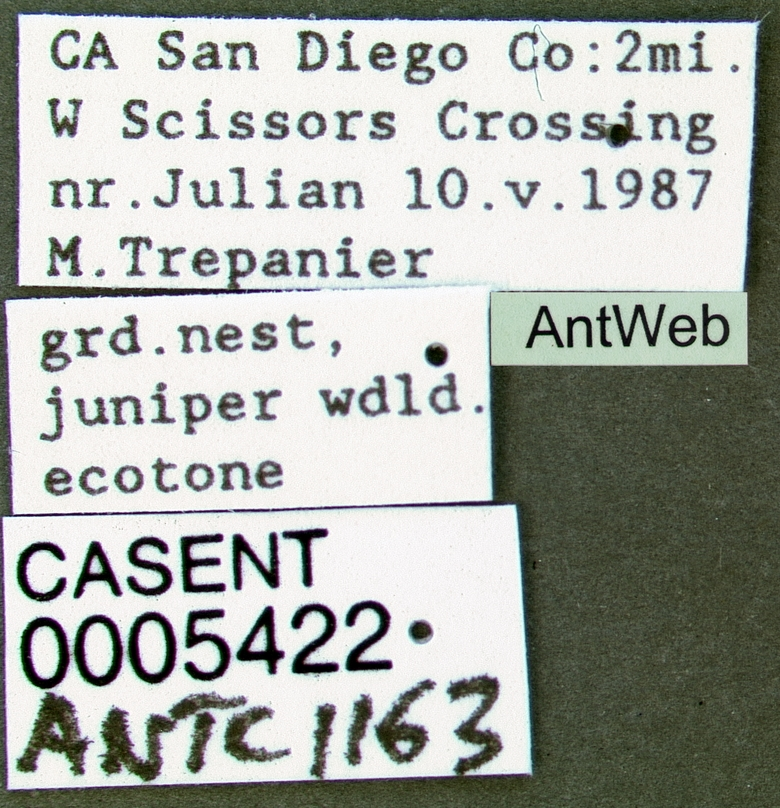
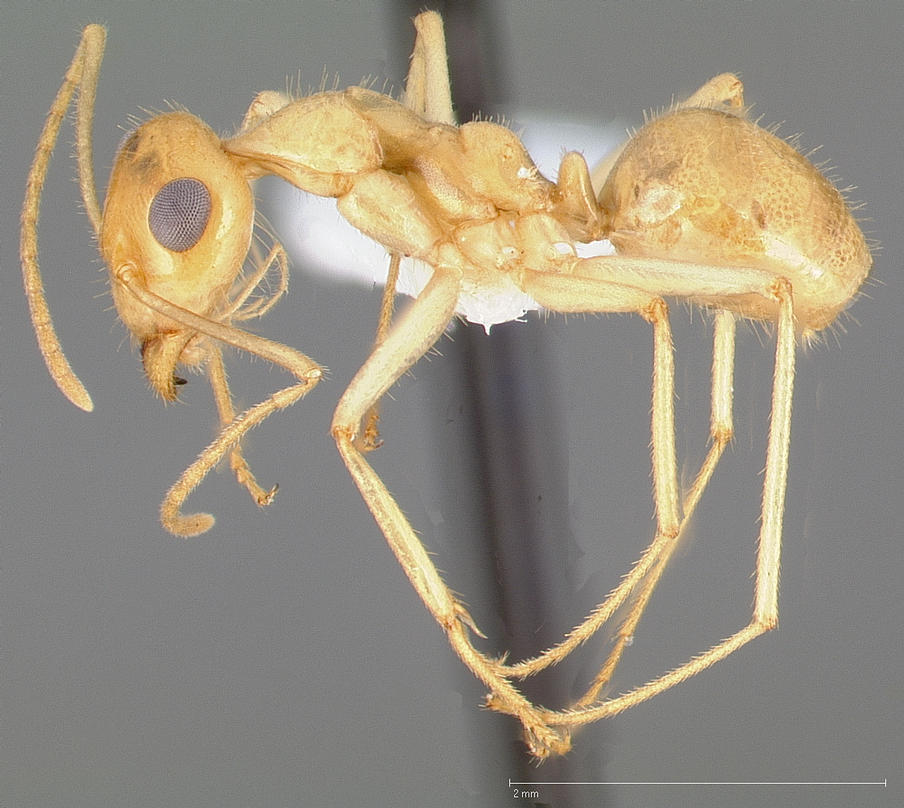
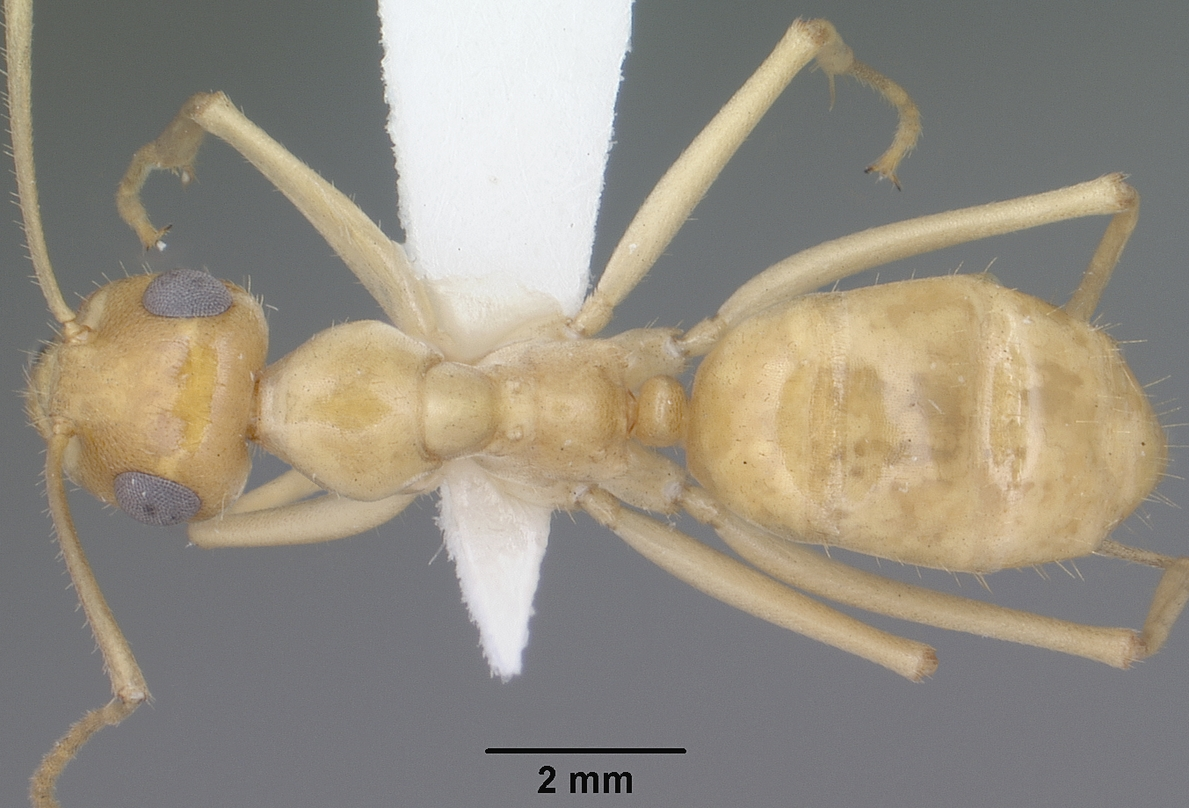
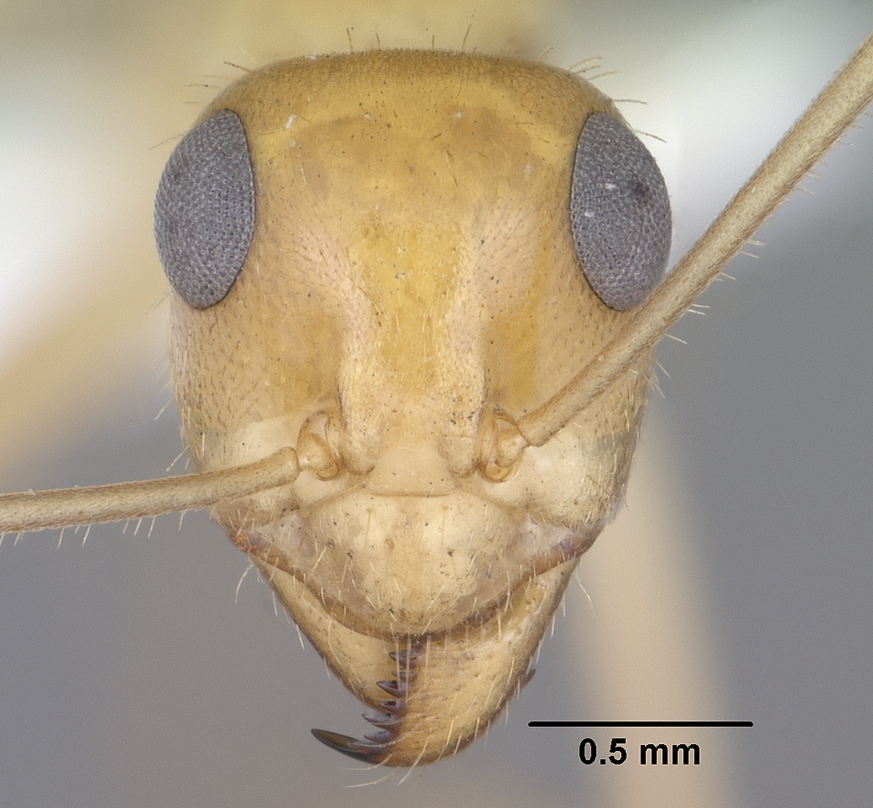